# Sherman megye (Nebraska)
Sherman megye az Amerikai Egyesült Államokban, azon belül Nebraska államban található. Megyeszékhelye és legnagyobb városa Loup City. Lakosainak száma 2959 fő (2020. április 1.). Sherman megye Valley, Buffalo, Custer, Greeley és Howard megyékkel határos.

## Népesség
A megye népességének változása:
| Lakosok száma | 3147 | 3147 | 3118 | 3106 | 3091 | 2959 |
|               | 2010 | 2011 | 2012 | 2013 | 2015 | 2020 |